# 普尔尼亚
普尔尼亚（Purnia），是印度比哈尔邦Purnia县的一个城镇。总人口171235（2001年）。

## 人口
该地2001年总人口171235人，其中男性92573人，女性78662人；0—6岁人口27020人，其中男13907人，女13113人；识字率63.00%，其中男性为69.30%，女性为55.59%。